# Шумський краєзнавчий музей
Шумський районний краєзнавчий музей — районний краєзнавчий музей у місті Шумську, зібрання матеріалів з історії та культури краю, науковий культурно-освітній і методичний осередок міста та району. 

## Загальні дані
Шумський районний краєзнавчий музей  міститься у історичному будинку в самому центрі Шумська за адресою:
майдан Незалежності, буд. 7, м. Шумськ (Тернопільська область, Україна).
Музейний будинок — колишня приватна пекарня, що її збудували 1930 року. У 1999 році було здійснено капітальний ремонт будівлі музею.
Директором закладу є Матвіюк Алла Іванівна.

## З історії та сьогодення музею
Шумський краєзнавчий музей був створений на громадських засадах у 1985 році з ініціативи учасника Німецько-радянської війни, колишнього вчителя історії Шумської середньої школи Бабія Михайла Івановича. Серед ентузіастів створення музею в Шумську також Г. Петрук, М. Прончук та інші.
Від 1991 року музей став відділом Тернопільського обласного краєзнавчого музею. 
Від 2002 року заклад працює під керівництвом відділу культури райдержадміністрації і є власністю територіальних громад Шумського району.
Нині (кінець 2000-х років) у музеї підготовлений різноманітний довідково-інформаційний матеріал різної тематики («Історія Шумщини з найдавніших часі до сьогодення», «Видатні особистості краю», «З історії освіти та культури краю», «Шевченко і Тернопільщина», «Улас Самчук - сторінками життя і творчості», «Діяльність товариства «Просвіта» на Шумщині», «3 історії УПА», «Наш край і ІІ світова війна»). При проведенні науково-просвітницькоі роботи, використовуються, як традиційно музейні форми роботи: екскурсії, виставки, тематичні уроки, так і інші — усні журнали, зустрічі, конференції тощо. Традиційними в роботі музею стали виставки — як з власних фондів, так і з залученням матеріалів музею Уласа Самчука, власників приватних колекцій, причому демонструються вони, як власне в музеї, так і є пересувними — виставляються у школах міста і району, ПТУ, ліцеї, в приміщенні будинку культури тощо.

## Фонди та експозиція
Фонди Шумського районного краєзнавчого музею налічують понад 3 000 одиниць зберігання, ще близько 1-ї тисячі одиниць є науково-допоміжним фондом. 
Шумський районний краєзнавчий музей має 4 відділи-зали:
- природничий — знайомить з географічними, природними умовами, корисними копалинами, рослинним та тваринним світом Шумщини. Унікальним експонатом тут є друза піщаного кальциту. У цьому ж відділі можна дізнатись про діяльність видатного лісівника краю Василя Георгійовича Дубровинського — засновника Суразькоі дачі, штучно створеного дубово-соснового-модринового лісового масиву, площею 3 863 га, заказника державного значення.
- давньої історії — у цій залі розміщені експонати, які розповідають про багату й цікаву минувшину краю. В експозиції відділу можна знайти цікавий матеріал на тематику Київської Русі — про князів Романа Мстиславовича, Данила Галицького, Інгвара Ярославовича, подивитись на відтворення старої церкви Симона Стиліта, князівського палацу і самого міста Шумська ХІІІ століття, що було осередком удільного князівства; на тему Козаччини; про історичні культурні та духовні осередки і здобутки на Шумщині — про «Євангеліє Учительное», надруковане 1619 року в Рохманові Кирилом Ставровецьким, про Загаєцький монастир святого Іоанна Милостивого, наріжний камінь якого було закладено 1626 року за сприяння Ірини Ярмолинської, будівництво якого благословив Петро Могила, про Свято-Преображенську церкву (1715) в Шумську. Також відвідувачі мають змогу ознайомитись з матеріалами про діяльність видатних просвітителів краю, подвижників Волинської землі: Г. Колонтая, Х. Саковича та інших, які зробили великий внесок у розвиток освіти; з історією Великодедеркальськоі учительської семінарії.
- нової й новітньої історії — Відділи нової і новітньої історії насичені матеріалами з історії становлення Української держави, розвитку просвітянського руху, документами про життєвий шлях діячів «Просвіти» на Шумщині Семена Жука, Віктора Даниловича тощо. Одна з вітрин відділу розповідає про життєвий і творчий шлях відомого українського письменника Уласа Самчука. Музей має багатий експозиційний і фондовий матеріал, що висвітлює період ІІ світової війни, створення загонів УПА на теренах краю, період національно-визвольних змагань: зброю того періоду, фотографії, документальні матеріали, макети тощо.
- сьогодення — завершує огляд музейної експозиції викладка поетичних і прозових доробків уродженців Шумщини.

Шумський краєзнавчий музей має також значну етнографічну колекцію: одяг, предмети побуту, народного вжитку, знаряддя праці тощо. У музеї зібраний великий фольклорний матеріал, значну частину якого передала невтомний збирач перлин народних — Прончук Марія Володимирівна.

## Виноски
1. ↑  Дем'янова І. Шумський краєзнавчий музей // Тернопільський енциклопедичний словник : у 4 т. / редкол.: Г. Яворський та ін. — Тернопіль : Видавничо-поліграфічний комбінат «Збруч», 2008. — Т. 3 : П — Я. — 708 с. — ISBN 978-966-528-279-2. — С. 657
2. ↑  Шумський районний краєзнавчий музей [Архівовано 2016-03-04 у Wayback Machine.] на www.irp.tneu.edu.ua (регіональний інформаційний портал «Тернопільщина») [Архівовано 2010-04-30 у Wayback Machine.]